# Jeux-lès-Bard
Jeux-lès-Bard är en kommun i departementet Côte-d'Or i regionen Bourgogne-Franche-Comté i östra Frankrike. Kommunen ligger i kantonen Semur-en-Auxois som tillhör arrondissementet Montbard. År 2022 hade Jeux-lès-Bard 53 invånare.

## Befolkningsutveckling
Antalet invånare i kommunen Jeux-lès-Bard
Referens:INSEE